# Ossaea bracteata
Ossaea bracteata là một loài thực vật có hoa trong họ Mua. Loài này được Triana mô tả khoa học đầu tiên năm 1871.